# 天文の内乱
天文の内乱（てんぶんのないらん）とは、天文3年（1534年）から5年（1536年）にかけて陸奥国の大崎氏で行われた内乱。天文の内訌または単に天文の乱とも。
天文3年（1534年）6月、大崎氏の家臣であった新田頼遠（新井田とも）が出仕を拒否するようになったことに激怒した大崎義直が頼遠討伐に向かった。ところが、執事（家老）を務める氏家氏や大崎氏庶流である古川持熈や高泉直堅が頼遠支援に動き出したため、彼らとも戦うことになった。そもそも、新田頼遠が出仕が拒んだ理由が不明であるため、彼らが主君に背いてまで頼遠を支援した理由は不明もあるが、この乱について記した『古川記』は氏家氏らは「縁近の好を糺す」ことを名分として出兵していること、大崎氏に留まった家臣は鳴瀬川流域に集中しているのに対して反乱軍は江合川流域に集中しているなど、大崎氏の主従関係に深刻な対立をもたらす事情があったとも考えられる。
結局、頼遠らの鎮圧は失敗し、内乱は大崎氏の領国に広がっていく。これを憂慮した義直は近隣の大領主である伊達稙宗に援軍を仰ぐために本拠地の桑折城に向かうが、交渉は長期化したために結局一時的な帰国はあったとは言え結果的には当主が2年間も領国に不在と言う状況を生み出した。その間も反乱軍が優勢であったが、古川氏では主君・持熈を諌めて義直への帰参を唱えた家老の米谷熈正が主君に背いて討たれ、氏家氏では内乱が起きて本拠地の岩手沢城が一時反乱軍に奪われる事態となった。
天文5年（1536年）5月になって、伊達稙宗はようやく出兵に応じて6月に古川持熈の本拠地である古川城を大崎・伊達連合軍が包囲した。6月19日に古川城への攻撃が始まり、同月21日に城は陥落して古川持熈は討たれて滅亡した。そして同年10月までに高泉氏や氏家氏を降伏させて内乱を鎮めた。
大崎氏の内乱は一旦は収まったものの、実際には天文8年（1539年）・天文10年（1541年）にも内紛が勃発し、その結果として大崎氏は伊達稙宗の子（大崎義宣）を養子として受け入れる代わりに援軍を受けた。ところが、今度は伊達氏に内紛（天文の乱）が発生したために伊達稙宗は失脚して大崎義宣も討たれ、家督は義直の実子である大崎義隆が継承し、伊達氏との新たな関係は執事である氏家氏が取次として担うことになる。だが、皮肉にも義隆の時代に新田頼遠の一族とみられる新井田刑部（義隆側近）を巡って大崎義隆と執事氏家吉継が対立することになり、伊達政宗が吉継を助けるために大崎氏に介入することになる（大崎合戦）。